# Henry Treece
Henry Treece, född 22 november 1911 i Wednesbury, död 10 juni 1966 i Barton-upon-Humber, var en brittisk poet och författare av historiska ungdomsromaner. Treece var en av de ledande företrädarna för den nyapokalyptiska poesin som var en motreaktion mot 1930-talets politiskt orienterade realism. Under andra världskriget tjänstgjorde han som underrättelseofficer i Storbritanniens flygvapen. I Dagens Nyheter publicerades 1946 dikten En visa om giftermål i tolkning av Johannes Edfelt.
Treeces litteraturvetenskapliga bok om Dylan Thomas utkom 1949 under titeln Dylan Thomas: 'dog among the fairies'.

## På svenska
- Spion bland spioner (Hunter Hunted, 1957, i översättning av Jan Wahlén) (Jaguarbok, Wennerberg, 1959)
- Vänta ingen nåd! (Don't Expect Any Mercy, 1958, i översättning av Jan Wahlén) (Jaguarbok, Wennerberg, 1959)
- I korpens tecken (The Last of the Vikings, 1964, en historisk roman om Harald Hårdråde, i översättning av Ella Wilcke) (Natur & Kultur, 1966)